# Deschampsia flexuosa
Deschampsia flexuosa là một loài thực vật có hoa trong họ Hòa thảo. Loài này được (L.) Trin. mô tả khoa học đầu tiên năm 1836.

## Hình ảnh

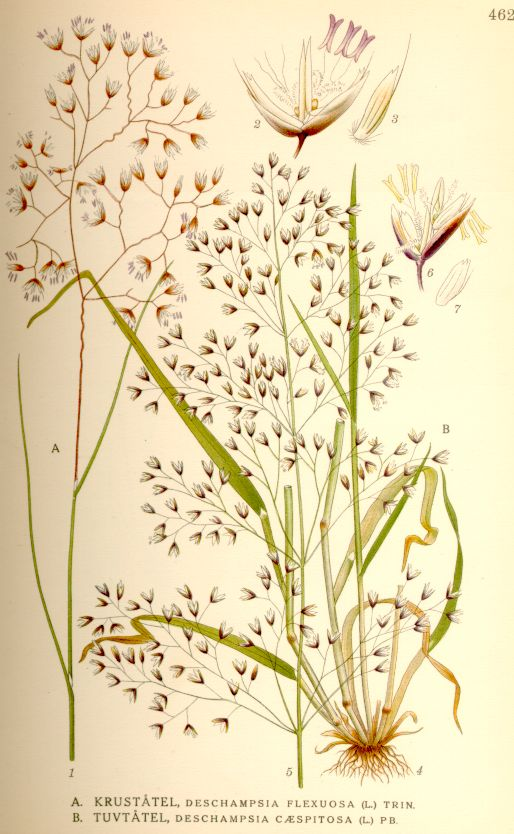
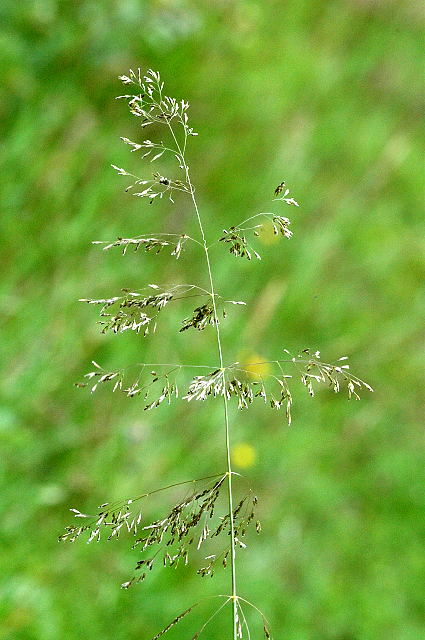